# Plator (aranya)
|  | Per a altres significats, vegeu «Plator». |

Plator és un gènere d'aranyes araneomorfes de la família dels trocantèrids (Trochanteriidae). Fou descrit per primera vegada per Eugène Simon l'any 1880.
Les espècies d'aquest gènere es troben a Índia, a la Xina, a Corea del Sud i al Japó.

## Taxonomia
Segons el World Spider Catalog amb data de 20 de gener de 2019 hi ha les següents 26 espècies reconegudes:
- Plator bowo Zhu, Tang, Zhang & Song, 2006
- Plator himalayaensis Tikader & Gajbe, 1976
- Plator indicus Simon, 1897
- Plator insolens Simon, 1880
- Plator kashmirensis Tikader & Gajbe, 1973
- Plator nipponicus (Kishida, 1914)
- Plator pandeae Tikader, 1969
- Plator pennatus Platnick, 1976
- Plator serratus Lin & Zhu, 2016
- Plator sinicus Zhu & Wang, 1963
- Plator solanensis Tikader & Gajbe, 1976
- Plator yunlong Zhu, Tang, Zhang & Song, 2006